# Panaxia albimacula
Panaxia albimacula är en fjärilsart som beskrevs av Favre. 1899. Panaxia albimacula ingår i släktet Panaxia och familjen björnspinnare. Inga underarter finns listade i Catalogue of Life.